# Lerista vermicularis
Lerista vermicularis — вид сцинкоподібних ящірок родини сцинкових (Scincidae). Ендемік Австралії.

## Поширення і екологія
Lerista vermicularis є ендеміками Великої Піщаної пустелі в штаті Західна Австралія. Вони живуть на гребнях піщаних дюн, порослих купинами трави.